# جوزت بنزت
جوزت بنزت (فرانسوی: Josette Banzet‎؛ زادهٔ ۶ آوریل ۱۹۳۸) هنرپیشه، بازیگر تلویزیون، و بازیگر سینما اهل ایالات متحده آمریکا است.
از فیلم‌ها یا برنامه‌های تلویزیونی که وی در آنها نقش داشته‌است می‌توان به دارا و ندار و آن‌سوی نیمه‌شب اشاره کرد.